# マーク・ランセラット・サイモンズ
マーク・ランセラット・サイモンズ（英語: Mark Lancelot Symons、1887年 ロンドン - 1935年2月11日 ウォーキンガム）は、イギリスの画家である。

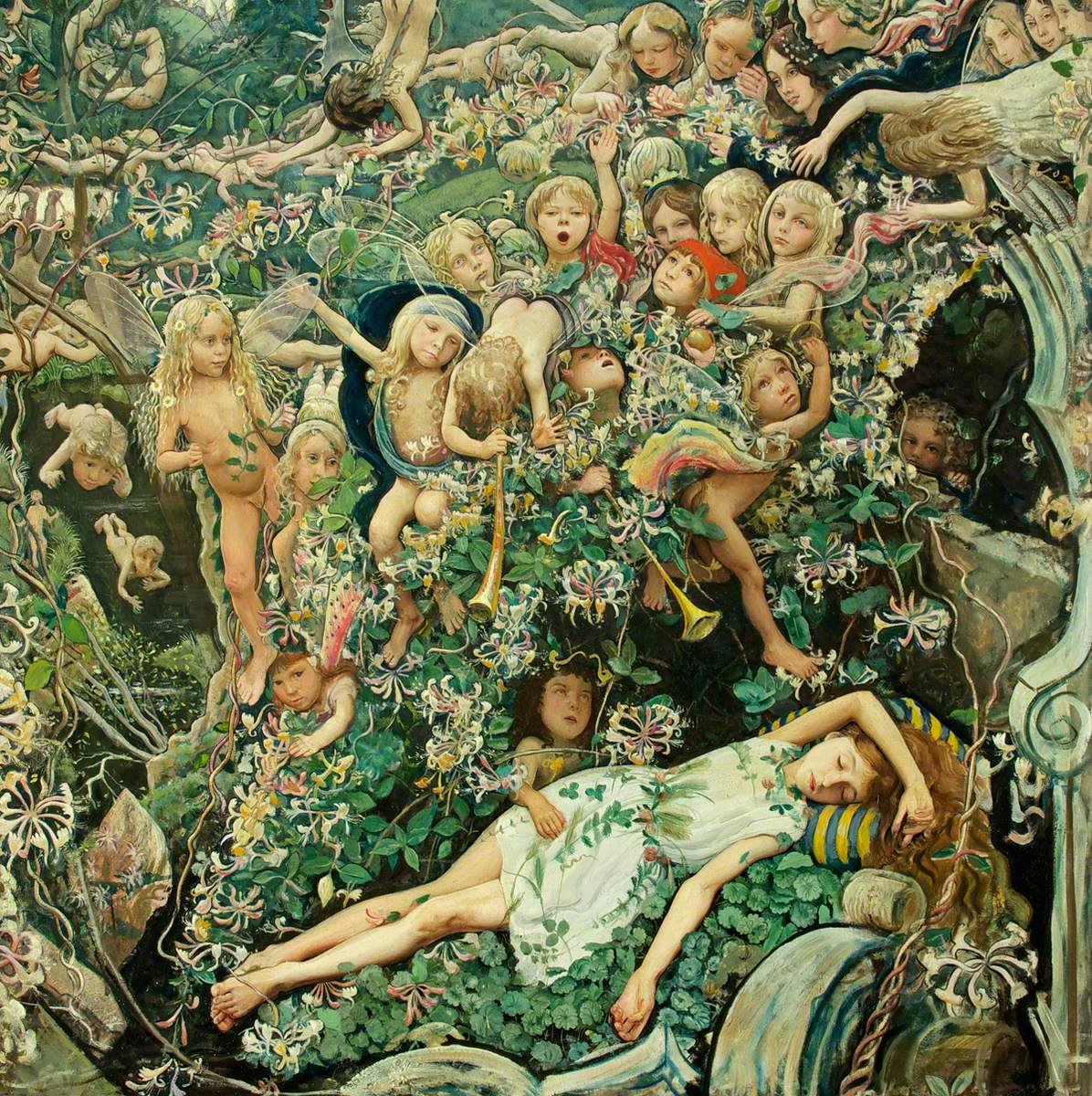
サイモンズ作 "A Fairy Tale"

## 略歴
1887年(資料によっては1886年)にロンドンで生まれた。父親は、挿絵画家のウィリアム・クリスチャン・サイモンズ(William Christian Simons: 1845-1911)で、母親は結婚する前はピアノ演奏家だった。父親の友人にはジェームズ・マクニール・ホイッスラーやジョン・シンガー・サージェント、ハーキュリーズ・ブラバゾン・ブラバゾンといった有名な画家がいて、マーク・ランセラット・サイモンズは彼らの影響を受けて育った。父親から絵を学んだ後、スレード美術学校で学んだ。1924年に結婚し、3人の娘の父親になった。
ラファエル前派の画家たちの作品の影響を受け、宗教的なテーマの作品や子供たちを多く描いた。ロイヤル・アカデミー・オブ・アーツやニュー・イングリッシュ・アート・クラブの展覧会に出展した。
1935年にウォーキンガムで病死した。48歳であった。

## 作品
- A Fairy Tale
- The Last Supper
- Baby Ann's Breakfast
- Molly in the Garden
- Molly in the Pantry

## ギャラリー

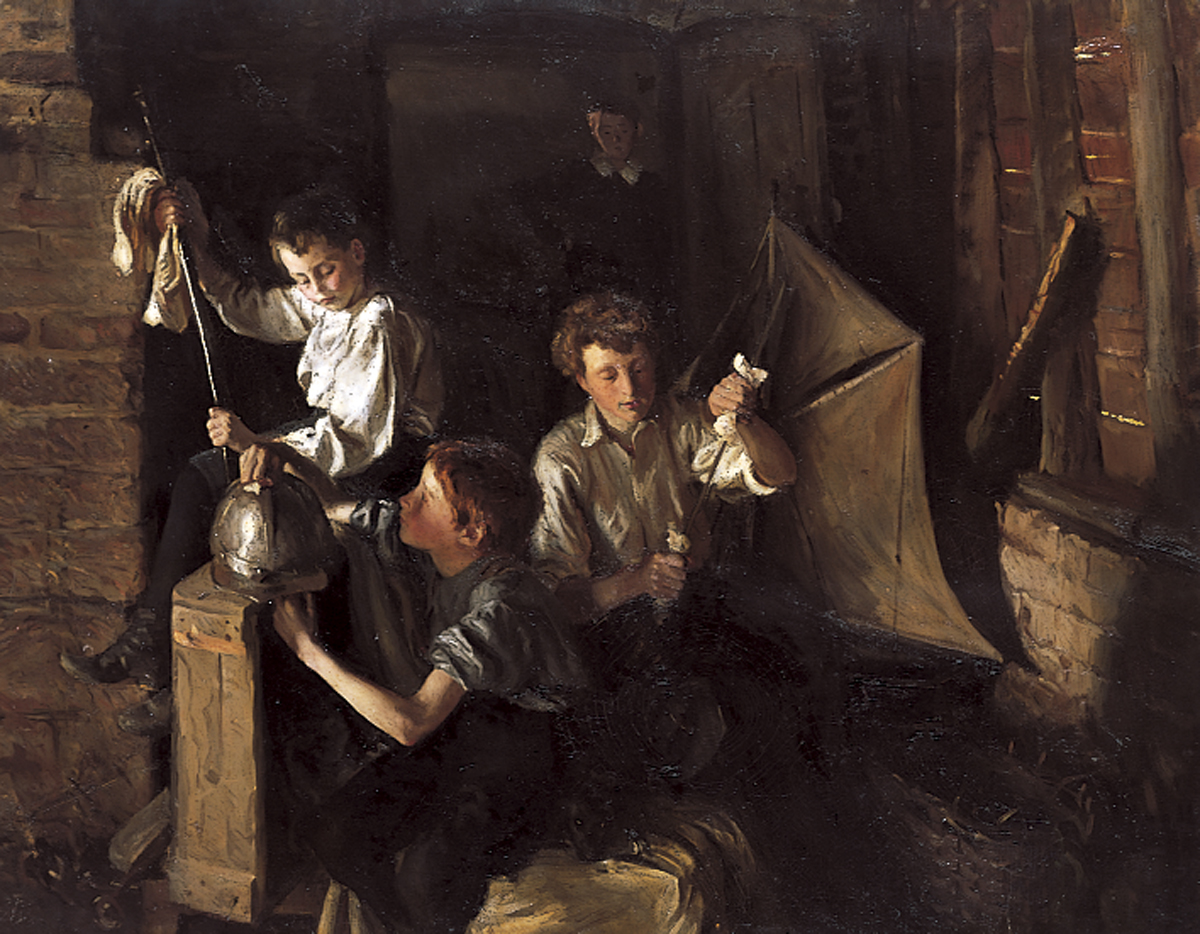
Children Playing in an Interior, Polishing Armour
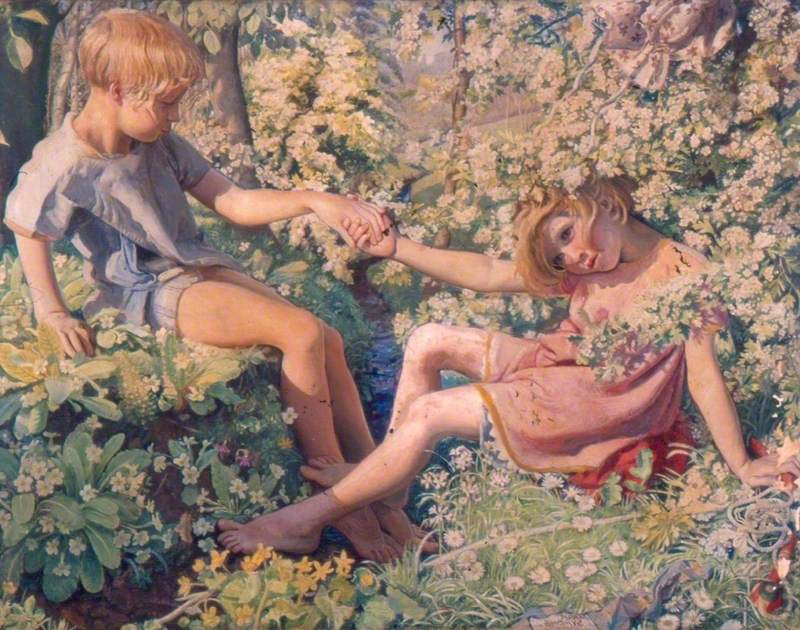
Jorinda and Jorindal
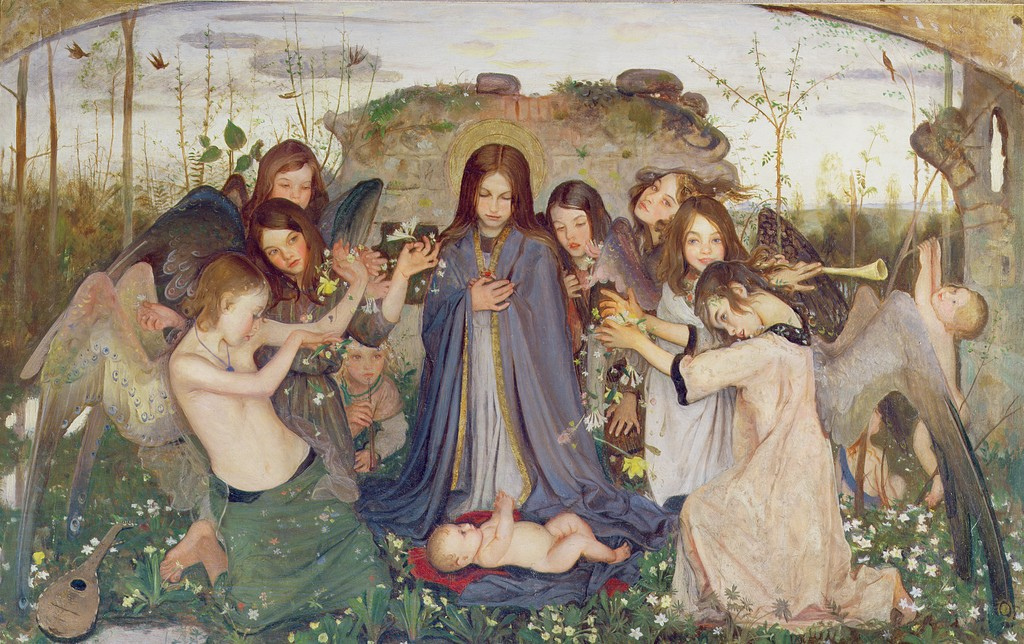
Madonna and Child with Angels